# Leixlip Castle

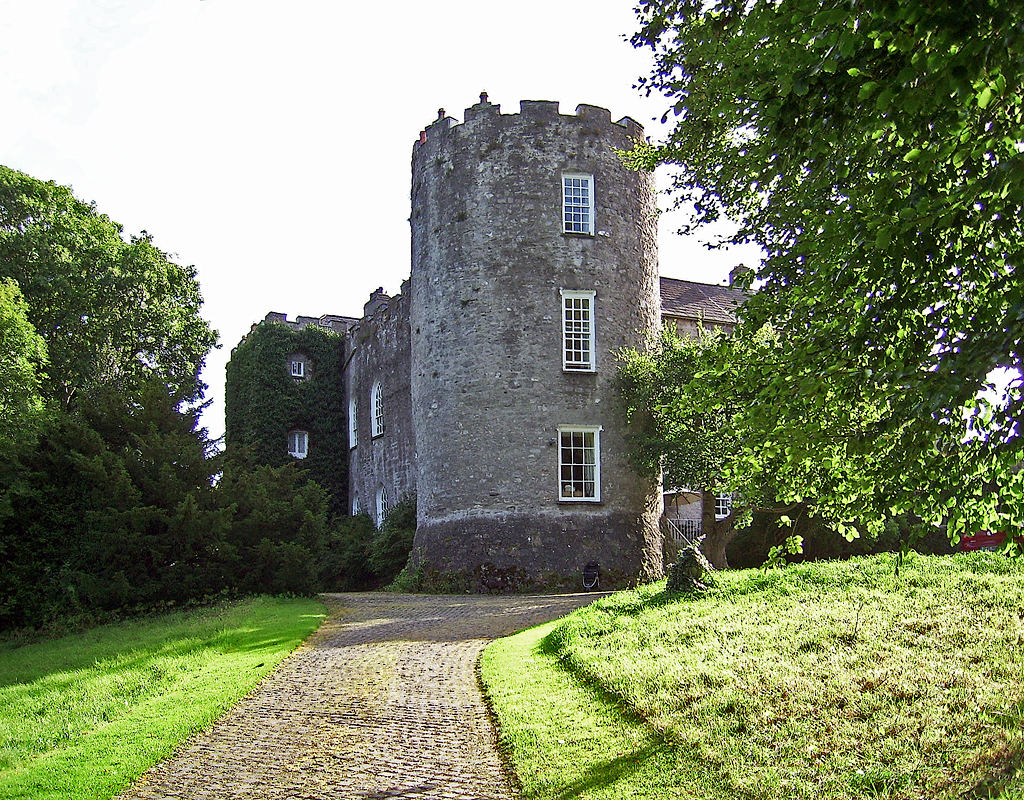
Leixlip Castle

Leixlip Castle (irisch Caisleán Léim an Bhradáin) ist eine normannische Burganlage aus dem 12. Jahrhundert in Leixlip im County Kildare in Irland.

## Geschichte
Bauherr der Burg war Adam de Hereford, ein Vasall Strongbows. Die Burg wurde zwischen 1172 und 1175 auf einem Felsen oberhalb des Flusses Liffey, in den hier der Fluss Rye Water mündet, errichtet. Dort steht auch noch das verfallene Bootshaus von 1780.
1316 belagerte Edward Bruce die Burg, sie hielt jedoch Stand.
1728 erwarb William James Conolly das Anwesen. Zwischenzeitlich wohnten hier der anglikanische Primas von Irland, Erzbischof George Stone, Generalfeldmarschall George Townshend, 1. Marquess Townshend, der französische Gesandte in Irland.
Leixlip Castle wurde von Desmond Guinness 1958 erworben.

## Ausgestaltung
Die Vorhalle zeichnet sich durch Brüsseler Tapeterie aus. Sie zeigt das Bild des Theodotus, der Julius Cäsar den Kopf des Pompeius bringt.
Im Speisezimmer stehen zahlreiche Chippendale Möbel.
Der kunstvolle Stuck der Bibliothek geht auf die Mitte des 18. Jahrhunderts zurück, der Teppich stammt aus Frankreich.
Eine weitere Attraktion ist das große Puppenhaus aus dem 18. Jahrhundert.

## Parkanlagen
Am Ende des gestalteten Gartens findet sich ein Tempel als Folly sowie ein Nutzgarten.

## Literarisches Werk
Die Horrorgeschichte Leixlip Castle von
Charles Maturin wurde 1825 veröffentlicht.